# إد
إد (Æd) توفي عام 878م. ملك البكت حكم (876-878م) هو ابن كينيث الأول وتعتبره السجلات التاريخية رابع ملوك إسكتلندا. خلف أخاه قنسطنطين الأول على العرش، وهذه الفترة الزمنية تعد من أسوأ فترات التدمير والتخريب الأسكندنافية.كان ينافسه على العرش اثنان من المنافسين خاملي الذكر وهما جيريك وإيوتشيد والأخير هو ابن رون ملك استراثكليد-أخو إد.وواحد من هؤلاء كان الخصم الأخير لحكم إد في معركة ستراثالان والتي جرح فيها إد جرحا مميتا.